# 阿德尔·赛德拉
阿德尔·赛德拉（Adel Sedra，1943年11月2日—），加拿大籍埃及人，曾任多伦多大学电机系教授，系主任，后升任多伦多大学校长。

## 简历
赛德拉在1943年出生于埃及首都开罗，1964年获开罗大学学士学位，1968年多伦多大学硕士，1969年多伦多大学电机工程博士学位。1969年成为多伦多大学电机系助教，1972年多伦多大学电机系副教授，1978年多大电机系正教授。1986至1993年出任多大电机系系主任；1993至2002年历任多大教务长，副校长。2003年7月1日出任加拿大滑铁卢大学电机工程系教授，教务长。

## 著作
- Microelectronic Circuits
- Adel Sedra，Peter Brackett： Filter Theory and Design,  Active  and  Passive; 1978  Matrix Publisher, Oregon